# Bandiera dello Yukon
La bandiera dello Yukon è un tricolore verde, bianco e blu, in rapporto 1:1.5:1. Ciascun colore rappresenta rispettivamente le foreste, la neve, e i fiumi e i laghi. Le proporzioni delle tre bande sono simili a quelle della bandiera del Canada.
Al centro della bandiera è raffigurato lo stemma del Territorio. Le linee ondulate raffigurano il fiume Yukon e gli altri fiumi in cui fu trovato oro durante la corsa all'oro del Klondike. I due triangoli rossi rappresentano le montagne del Territorio, e i dischi dorati ivi contenuti rappresentano i giacimenti d'oro. Il cimiero è un Alaskan malamute, tipicamente utilizzato per il traino pesante, che si erge sopra la neve. Sotto lo stemma sono raffigurati due ramoscelli di Chamaenerion angustifolium, il fiore ufficiale dello Yukon.
La Royal Canadian Legion indisse una competizione per la creazione di una bandiera per il Territorio dello Yukon nel 1967, in occasione del centenario della Confederazione canadese. Tra le 137 proposte inviate, fu scelta quella di Lynn Lambert, studente dell'Università dello Yukon. La Flag Ordinance, che rendeva ufficiale la bandiera vincitrice del concorso, fu promulgata il 1º dicembre 1967.